# Marszałek dworu
Marszałek dworu – urzędnik zarządzający dworem monarchy.
Termin marszałek (łac. marescalcus) w średniowieczu oznaczał pierwotnie zarządcę stadniny (późniejszy koniuszy), później przełożonego dworzan, by z czasem zlać się z pojęciem palatyna, do obowiązków którego należało przestrzeganie porządku i dbanie o przestrzeganie etykiety na dworze monarchy.
W Polsce istniał urząd marszałka w dwóch postaciach: marszałek wielki koronny i marszałek nadworny koronny. Obaj pełnili analogiczne funkcje, ale marszałek wielki zasiadał w senacie, a nadworny nie. Po zawarciu unii polsko-litewskiej urząd ten przeszczepiony został na Litwie, gdzie powstały urzędy: marszałek wielki litewski i marszałek nadworny litewski.